# Enispa virescens
Enispa virescens är en fjärilsart som beskrevs av Joannis 1928. Enispa virescens ingår i släktet Enispa och familjen nattflyn. Inga underarter finns listade i Catalogue of Life.